# Mac McClung
Matthew McClung, detto Mac (Kingsport, 6 gennaio 1999), è un cestista statunitense.

## Statistiche

### NCAA
| Anno      | Squadra          | PG | PT | MP   | TC%  | 3P%  | TL%  | RP  | AP  | PRP | SP  | PP   |
| --------- | ---------------- | -- | -- | ---- | ---- | ---- | ---- | --- | --- | --- | --- | ---- |
| 2018-2019 | Georgetown Hoyas | 29 | 29 | 26,4 | 39,2 | 27,7 | 79,8 | 2,6 | 2,0 | 0,8 | 0,1 | 13,1 |
| 2019-2020 | Georgetown Hoyas | 21 | 20 | 26,8 | 39,4 | 32,3 | 80,2 | 3,1 | 2,4 | 1,4 | 0,2 | 15,7 |
| 2020-2021 | TTU Red Raiders  | 29 | 29 | 30,2 | 41,9 | 34,1 | 79,3 | 2,7 | 2,1 | 0,8 | 0,3 | 15,5 |
| Carriera  | Carriera         | 79 | 78 | 27,9 | 40,3 | 31,2 | 79,7 | 2,8 | 2,2 | 1,0 | 0,2 | 14,7 |

#### Massimi in carriera
- Massimo di punti: 38 vs Arkansas-Little Rock (22 dicembre 2018)[1]
- Massimo di rimbalzi: 7 (2 volte)
- Massimo di assist: 7 vs Southern Methodist (7 dicembre 2019)
- Massimo di palle rubate: 3 (6 volte)
- Massimo di stoppate: 3 vs Baylor (16 gennaio 2021)
- Massimo di minuti giocati: 39 vs Oklahoma State (22 febbraio 2021)

### NBA

#### Regular season
| Anno      | Squadra            | PG | PT | MP   | TC%  | 3P%  | TL%  | RP  | AP  | PRP | SP  | PP   |
| --------- | ------------------ | -- | -- | ---- | ---- | ---- | ---- | --- | --- | --- | --- | ---- |
| 2021-2022 | Chicago Bulls      | 1  | 0  | 3,0  | 100  | -    | -    | 0,0 | 0,0 | 0,0 | 0,0 | 2,0  |
| 2021-2022 | L.A. Lakers        | 1  | 0  | 22,0 | 40,0 | 33,3 | 100  | 3,0 | 1,0 | 1,0 | 1,0 | 6,0  |
| 2022-2023 | Philadelphia 76ers | 2  | 0  | 20,5 | 45,0 | 36,4 | 60,0 | 5,0 | 4,5 | 0,0 | 0,0 | 12,5 |
| 2024-2025 | Orlando Magic      | 2  | 0  | 5,0  | 0,0  | 0,0  | -    | 0,5 | 1,5 | 0,0 | 0,0 | 0,0  |
| Carriera  | Carriera           | 6  | 0  | 12,7 | 42,9 | 33,3 | 66,7 | 2,3 | 2,2 | 0,2 | 0,2 | 5,5  |

#### Massimi in carriera
- Massimo di punti: 20 vs Brooklyn Nets (9 aprile 2023)[2]
- Massimo di rimbalzi: 9 vs Brooklyn Nets (9 aprile 2023)
- Massimo di assist: 9 vs Brooklyn Nets (9 aprile 2023)
- Massimo di palle rubate: 1 vs Denver Nuggets (10 aprile 2022)
- Massimo di stoppate: 1 vs Denver Nuggets (10 aprile 2022)
- Massimo di minuti giocati: 33 vs Brooklyn Nets (9 aprile 2023)

### G League
| Anno       | Squadra          | PG  | PT  | MP   | TC%  | 3P%  | TL%  | RP  | AP  | PRP | SP  | PP   |
| ---------- | ---------------- | --- | --- | ---- | ---- | ---- | ---- | --- | --- | --- | --- | ---- |
| 2021-2022  | South Bay Lakers | 39  | 39  | 35,0 | 47,2 | 38,3 | 85,5 | 5,7 | 7,2 | 1,4 | 0,2 | 21,0 |
| 2021-2022  | Windy City Bulls | 1   | 1   | 32,0 | 38,9 | 40,0 | 100  | 4,0 | 8,0 | 1,0 | 1,0 | 19,0 |
| 2022-2023† | Del. Blue Coats  | 49  | 37  | 27,5 | 50,2 | 42,0 | 78,9 | 3,4 | 5,3 | 0,8 | 0,2 | 18,9 |
| 2023-2024  | Osceola Magic    | 41  | 41  | 35,5 | 49,2 | 38,0 | 84,6 | 4,6 | 6,5 | 1,1 | 0,5 | 25,5 |
| 2024-2025  | Osceola Magic    | 44  | 44  | 32,4 | 48,1 | 34,4 | 82,8 | 3,9 | 5,4 | 0,9 | 0,5 | 23,0 |
| Carriera   | Carriera         | 174 | 162 | 32,3 | 48,7 | 38,0 | 83,0 | 4,3 | 6,1 | 1,0 | 0,4 | 22,0 |

## Palmarès
- NBA Slam Dunk Contest (2023, 2024, 2025)
- NBA G League Next Up Game (2023)
- NBA G League Rookie of the Year Award (2022)
- NBA G League Most Valuable Player Award (2024)
- NBA G League All-Rookie Team (2022)
- Big 12 Newcomer of the Year (2021)
- Big 12 All-Newcomer Team (2021)
- Big East All-Freshman Team (2019)